# مقاطعة شيلتون (ألاباما)
مقاطعة شيلتون (بالإنجليزية: Chilton County, Alabama)‏ هي إحدى مقاطعات ولاية ألاباما في الولايات المتحدة. تأسست سنة 1868، بلغ عدد سكانها 43643 نسمة في عام 2010 حسب إحصاء مكتب تعداد الولايات المتحدة وتصل الكثافة السكانية فيها 24 نسمة/كم2.

## وصلات خارجية
- www.chiltoncounty.org